# Rakita (obwód Plewen)
Rakita (bułg. Ракита) – wieś w Bułgarii, w obwodzie Plewen, w gminie Czerwen brjag. Według danych szacunkowych Ujednoliconego Systemu Ewidencji Ludności oraz Usług Administracyjnych dla Ludności, 15 czerwca 2020 roku miejscowość liczyła 865 mieszkańców.